# Lüttchendorf
Lüttchendorf là một đô thị thuộc huyện Mansfeld-Südharz, Sachsen-Anhalt, Đức. Đô thị Lüttchendorf có diện tích 7,84 km², dân số thời điểm ngày 31 tháng 12 năm 2006 là 639 người.